# Kinh tế New Zealand
Kinh tế New Zealand là một nền kinh tế thị trường phát triển chủ yếu dựa vào trao đổi thương mại quốc tế, với các đối tác thương mại chính là Úc, Hoa Kỳ và Nhật Bản. New Zealand có thế mạnh về du lịch và xuất khẩu nông nghiệp, chỉ có một ít cơ sở sản xuất chế tạo và các thành phần công nghệ cao. Nền kinh tế thị trường tự do được cải cách vào cuối thập kỷ trước của New Zealand đã loại bỏ những rào cản đối với đầu tư nước ngoài, Ngân hàng thế giới đã ca ngợi New Zealand là một trong những quốc gia có môi trường kinh doanh tốt nhất thế giới.

## Xu hướng kinh tế vĩ mô
Dưới đây là biểu đồ xu hướng tổng sản phẩm quốc nội của New Zealand theo giá thị trường được ước tính bởi Quỹ tiền tệ quốc tế, đơn vị tính triệu đô la New Zealand.
| Năm  | Tổng sản phẩm quốc nội | Tỷ giá trao đổi USD    | Chỉ số lạm phát (năm 2000=100) |
| ---- | ---------------------- | ---------------------- | ------------------------------ |
| 1980 | 22.976                 | 1,02 Đô la New Zealand | 30                             |
| 1985 | 45.003                 | 2,00 Đô la New Zealand | 53                             |
| 1990 | 73.745                 | 1,67 Đô la New Zealand | 84                             |
| 1995 | 91.881                 | 1,52 Đô la New Zealand | 93                             |
| 2000 | 114.563                | 2,18 Đô la New Zealand | 100                            |
| 2005 | 154.108                | 1,41 Đô la New Zealand | 113                            |

Để tính cho sức mua tương đương, 1 USD = 1,51 Đô la New Zealand (thời điểm 2008).